# Nogueira (Lousada)
Nogueira is een plaats (freguesia) in de Portugese gemeente Lousada en telt 1060 inwoners (2001).